# Когнитивные механизмы прокрастинации

## Когнитивные механизмы прокрастинации
Когнитивные механизмы прокрастинации — это совокупность ментальных процессов, способствующих откладыванию выполнения задач или принятия решений, несмотря на потенциально негативные последствия. В когнитивной психологии прокрастинация рассматривается не как проблема воли или лени, а как результат работы определённых когнитивных схем, установок и когнитивных искажений.
Прокрастинация может затрагивать различные сферы жизни — учёбу, работу, повседневные дела. Она нередко сопровождается тревожностью, чувством вины и снижением самооценки. Исследования показывают, что определённые когнитивные процессы, такие как заниженное планирование времени, избегающее мышление, негативные ожидания и дефицит внимания, играют ключевую роль в возникновении и поддержании прокрастинационного поведения.

## История изучения
Интерес к феномену прокрастинации в психологии начал формироваться в середине XX века. В 1970-х годах понятие приобрело научную значимость благодаря росту исследований в области академической успеваемости и самоорганизации. Первые теоретические подходы рассматривали прокрастинацию как дисфункцию саморегуляции.
С развитием когнитивной науки в 1980–1990-х годах внимание исследователей стало сосредотачиваться на внутренних психических процессах — например, на интерпретации задач, ожиданиях и иррациональных убеждениях. Одним из ключевых вкладов стало применение модели обработки информации и теории когнитивных искажений для объяснения откладывающего поведения.
К началу XXI века прокрастинация стала рассматриваться как сложный феномен, связанный с множеством когнитивных, эмоциональных и поведенческих факторов. Современные исследования уделяют особое внимание нейрокогнитивным аспектам и роли исполнительных функций мозга.

## Ключевые когнитивные механизмы

### 1. Искажения мышления
Исследования показывают, что прокрастинаторы чаще прибегают к иррациональным убеждениям: «Я должен делать всё идеально» или «Если я не в настроении, нет смысла начинать». Такие установки связаны с повышенной тревожностью и страхом неудачи.

### 2. Когнитивное избегание
Прокрастинация может быть формой избегания неприятных эмоций, вызываемых задачей (например, скуки, страха, неуверенности). В этом случае откладывание выступает как способ снизить эмоциональный дискомфорт.

### 3. Нарушения тайм-менеджмента
Прокрастинаторы склонны недооценивать необходимое время и переоценивать свои ресурсы. Это приводит к систематическому срыву сроков. Также характерно так называемое «предпочтение немедленного вознаграждения» — склонность выбирать короткосрочные удовольствия (например, социальные сети) в ущерб долгосрочных целей.

### 4. Дефицит самоконтроля и функций внимания
Нарушения в работе исполнительных функций — таких как планирование, рабочая память, переключение внимания — могут снижать способность к целенаправленной активности и саморегуляции.

## Исследования и модели
Одной из известных когнитивных моделей прокрастинации является модель Феррари и Спектер, согласно которой прокрастинация включает три взаимосвязанных компонента: когнитивный (иррациональные убеждения), эмоциональный (страх, тревожность) и поведенческий (избегающее поведение). Исследования с использованием шкал, например, PASS (Procrastination Assessment Scale for Students), подтверждают наличие связи между уровнем прокрастинации и когнитивными установками.
Нейрокогнитивные исследования с использованием фМРТ выявили, что у хронических прокрастинаторов наблюдается сниженная активность в префронтальной коре — области мозга, ответственной за саморегуляцию и планирование.

## Критика
Хотя когнитивные модели прокрастинации получили широкое признание, они подвергаются критике за упрощение феномена и недостаточное внимание к социальным факторам и культурному контексту. Некоторые исследователи считают, что прокрастинация может быть следствием тревожных расстройств, депрессии или СДВГ, а не самостоятельным явлением.
Также остаётся спорным вопрос: является ли прокрастинация исключительно дисфункцией, поскольку в некоторых случаях она может выполнять адаптивную функцию перераспределения ресурсов и эмоциональной защиты.

### На русском языке
1. Бек А. Т. (2005). *Когнитивная терапия и эмоциональные расстройства*. — Санкт-Петербург: Речь.
2. Эллис А., Кнаус В. Дж. (2003). *Преодоление прокрастинации*. — Москва: Эксмо

### На других языках
1. Steel, P. (2007). The nature of procrastination: A meta-analytic and theoretical review of quintessential self-regulatory failure. *Psychological Bulletin*, 133(1), 65–94.
2. Sirois, F. M., Melia-Gordon, M. L., & Pychyl, T. A. (2013). "I'll look after my health, later": An investigation of procrastination and health. *Personality and Individual Differences*, 55(6), 699–703.
3. Milgram, N., Sroloff, B., & Rosenbaum, M. (1988). The procrastination of everyday life. *Journal of Research in Personality*, 22(2), 197–212.
4. Ellis, A., & Knaus, W. J. (1977). *Overcoming procrastination*. Institute for Rational Living.
5. Zhang, S., & Lu, J. (2019). Executive function and procrastination: A neuropsychological perspective. *Frontiers in Psychology*, 10, 2321.
6. Blunt, A. K., & Pychyl, T. A. (2005). Project systems of procrastinators: A personal project-analytic and action control perspective. *Personality and Individual Differences*, 38(8), 1771–1780.
7. Lay, C. H. (1986). At last, my research article on procrastination. *Journal of Research in Personality*, 20(4), 474–495.
8. Rabin, L. A., Fogel, J., & Nutter-Upham, K. E. (2011). Academic procrastination in college students: The role of self-reported executive function. *Journal of Clinical and Experimental Neuropsychology*, 33(3), 344–357.
9. Ferrari, J. R., & Tice, D. M. (2000). Procrastination and self-regulation: A self-handicapping analysis. In H. Leitenberg (Ed.), *Handbook of social and clinical psychology*.
10. Solomon, L. J., & Rothblum, E. D. (1984). Academic procrastination: Frequency and cognitive-behavioral correlates. *Journal of Counseling Psychology*, 31(4), 503.
11. McCrea, S. M., Liberman, N., Trope, Y., & Sherman, S. J. (2008). Construal level and procrastination. *Psychological Science*, 19(12), 1308–1314.
12. Svartdal, F., & Steel, P. (2017). Procrastination and self-regulation: A historical review. *Perspectives on Psychological Science*, 12(5), 800–812.
13. Rozental, A., & Carlbring, P. (2014). Understanding and treating procrastination: A review of a common self-regulatory failure. *Psychology*, 5(13), 1488–1502.